# Řečice (ort i Tjeckien, Vysočina, lat 49,51, long 16,06)
Řečice är en ort i Tjeckien. Den ligger i regionen Vysočina, i den centrala delen av landet, 130 km sydost om huvudstaden Prag. Řečice ligger 547 meter över havet och antalet invånare är 475.
Terrängen runt Řečice är huvudsakligen platt, men norrut är den kuperad. Runt Řečice är det ganska tätbefolkat, med 65 invånare per kvadratkilometer. Närmaste större samhälle är Nové Město na Moravě, 5,4 km norr om Řečice. Trakten runt Řečice består till största delen av jordbruksmark.